# Odense Zoo
Odense Zoo är en djurpark i Odense i Danmark. Den öppnades den 16 maj 1930 under namnet Odense Dyrehave, men bytte till sitt nuvarande namn 1933. Djurparken ägdes av Christian Jensen (död 1950), men överlämnades 1980 av hans familj till Odense kommun som en självägande institution. År 1983 blev djurparken erkänd av den danska staten.
Odense Zoo är beläget på båda sidorna av Odense Å, förbundet med två gångbroar. Parkens område omfattar numera även det område som Fyns Tivoli låg på. Tivolit öppnades 1946 av Christian Jensen, och såldes igen 1962 av hans familj. Efter Fyns Tivolis stängning återköptes marken 1994. Djurparken utbyggdes ytterligare 1995 med ett areal på 3,6 ha.
Vid parkens öppnande fanns där två apor, en påfågel, ett rådjur, en mula, skator och marsvin. I dag har Odense Zoo djur från hela världen; bland annat i ett 60 miljoner kronor dyrt "Oceanium" invigt 2001 med Sydamerikas djurliv som tema. Oceanium spänner från tropisk regnskog med sjökor i en konstgjord flod till kungspingviner i ett subantarktiskt klimat.
År 2007 hade Odense Zoo 420 254 besökande och är därmed Fyns mest populära attraktion. Besöksrekordet sattes under Oceaniums öppningsår (2001) med 439 533 besökande.

## Besökande
- 2008: 430 363[3]
- 2007: 420 254[4]
- 2006: 378 373[5]
- 2005: 433 795[6]
- 2004: 410 525[7]
- 2003: 417 370[7]
- 2002: 390 000[7] (cirka)
- 2001: 439 533[8] (besöksrekord)
- 2000: 310.000[9]
- 1999: 335.000[9]